# Jodokus Bruder
Jodokus Bruder OSB (* 1442 in Biberach an der Riß; † 19. Mai 1529 in Ochsenhausen) war der 5. Abt der späteren Reichsabtei Ochsenhausen im heutigen Landkreis Biberach in Oberschwaben.

## Leben
Jodokus kam im Alter von fünfzehn Jahren 1457 als Novize an das Kloster Ochsenhausen. Davor war er unter der Aufsicht eines geistlichen Onkels am Fürststift in Kempten, wo er eine erste literarische Bildung erhielt. Im Jahre 1468 unter Abt Michael Ryssel wurde er zum Prior des Klosters ernannt und 1476 zum Abt erwählt. Während seiner Amtszeit wurden einige Grenzstreitigkeiten zwischen Thannheim und dem heute in Bayern liegenden Kloster Buxheim gütlich geregelt. 1481 wird von dem Auftreten einer rätselhaften Krankheit auf dem Gebiet des Klosters berichtet. Sie soll Würmer in den Höhlen des Kopfes erzeugt haben. Nach sechsjähriger Amtszeit resignierte Abt Jodokus.

## Jodokus bei Niklaus von Flüe
Aus dem Tagebuch von Joachim Kuon aus dem Jahre 1680 ist überliefert, dass Abt Jodokus im Jahre 1482 eine Pilgerfahrt zu Niklaus von Flüe nach Flüeli bei Sachseln im Kanton Obwalden, Schweiz, unternommen haben soll. Der Einsiedler, der angeblich in den letzten neunzehn Jahren seines Lebens außer der Eucharistie nichts zu sich nahm und lediglich Wasser trank, war damals das Ziel vieler Pilger und Hilfesuchenden. Abt Jodokus soll Nikolaus gefragt haben, ob er glaube, ob er als Abt selig werden könne. Dieser soll ihm mit dem einzigen Wort „schwerlich“ geantwortet haben. Die Ratsprüche von Niklaus von Flüe, auch Bruder Klaus genannt, hatten damals Orakelcharakter. Dieser Ratschlag soll Abt Jodokus dazu bewogen haben, freiwillig seine Abtswürde niederzulegen. Nach seiner Resignation führte er ein frommes Leben und widmete sich in den folgenden 47 Jahren dem Sakrament der Beichte, dem Chorgesang und der Wissenschaft des Heils. Er erlebte noch drei weitere Nachfolger in seinem Amt und starb am 19. Mai 1529 im Alter von 87 Jahren.